# Ikano Bank
Ikano Bank AB (publ) är en bank med säte i Sverige som bedriver verksamhet i åtta europeiska länder. Banken grundades 1995 i Sverige och är en så kallad nischbank, som sköter sina kundkontakter i huvudsak via Internet och telefon.

## Verksamhet
Ikano Bank är verksam inom tre affärsområden:
- Privat: banktjänster till privatpersoner såsom bolån, billån, privatlån, kreditkort och sparkonton.
- Säljfinans: säljstödjande finansieringslösningar såsom kundkort och delbetalningslösningar för samarbetspartners inom detaljhandeln.
- Företag: leasing- och factoringtjänster till företag genom direktförsäljning och via partners.

## Tidigare affärsområden

### Fonder
Ikano Bank erbjöd fram till 2007 fond- och pensionstjänster på den svenska marknaden. Verksamheten såldes till nätaktiemäklaren Avanza som tog över bankens 18 300 konton. Det sammanlagda sparkapitalet uppgick till 690 miljoner kronor och årsintäkterna till 3,2 miljoner kronor.

### Bolån
Ikano Bank erbjöd tidigare bolån i samarbete med SBAB. Samarbetet upphörde 2018. I september 2019 meddelade banken lanseringen av ett nytt bolåneerbjudande. Bolånet erbjuds via ett nybildat hypoteksbolag som ägs tillsammans med Ålandsbanken, Ica Banken, Söderberg & Partners och Borgo.

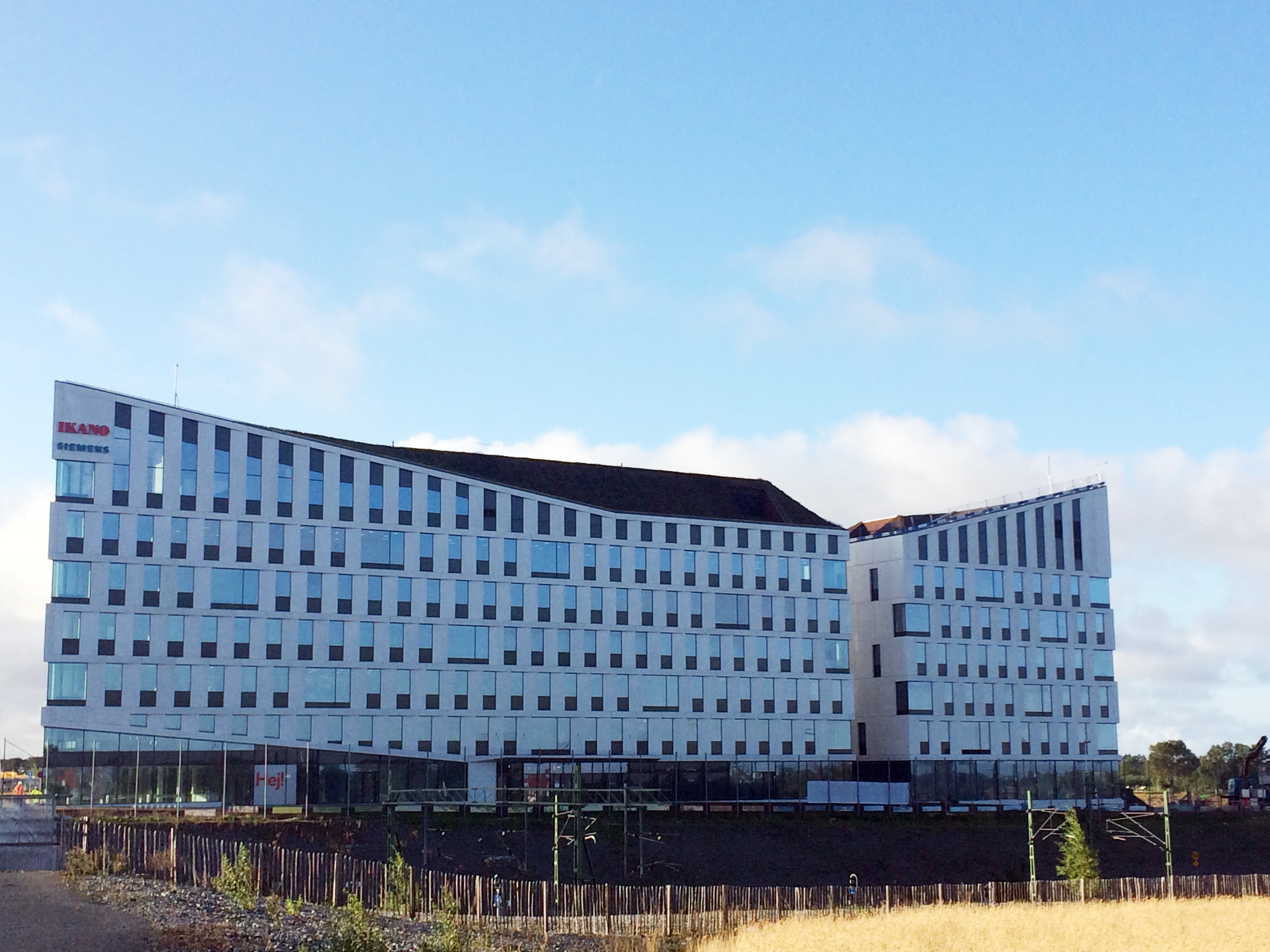
Huvudkontoret i Malmö